# K.H. Türk
Karl Heinz Türk (Jelenia Góra, 30 januari 1928 – Nürtingen, 19 juni 2001), was een Duitse schilder en beeldhouwer.

## Leven en werk
Türk werd geboren in Hirschberg (thans: Jelenia Góra), tot medio 1945 een Duitse stad in het Riesengebirge in Polen.
Na de Tweede Wereldoorlog verbleef Türk van 1946 tot 1948 in Schotland. Hij bezocht Cornwall, waar hij een ontmoeting had met de Britse beeldhouwster Barbara Hepworth en hij nam zich voor kunstenaar te worden. Van 1950 tot 1952 studeerde hij eerst aan de Werkkunstschule Braunschweig (thans de Hochschule für Bildende Kunst Braunschweig) in Braunschweig en aansluitend van 1953 tot 1956 bij onder anderen Otto Baum aan de Staatliche Akademie der Bildenden Künste Stuttgart.
In 1957 vestigde hij zich als vrij kunstenaar in Nürtingen, waar hij in 1977 met zijn echtgenote Ilse Türk de Freie Kunstschule stichtte en in 1986 de Hochschule für Kunsttherapie. In 1987 volgde zijn benoeming tot hoogleraar.
Türk ontving in 1987 de Kulturpreis Schlesien des Landes Niedersachsen en in 1988 het Bundesverdienstkreuz.

## Werken (selectie)
- Zeichen I - reliëf (1965), Sammlung Domnick in Nürtingen
- Die Waage - reliëf (1971), Amtsgericht Nürtingen in Deutschland (1971)[1]
- Paar (1980/81), Skulpturenpark Sammlung Domnick in Nürtingen
- Volunta (1983), Skulpturenpark Sammlung Domnick
- Verblockung (1984), Sammlung Domnick
- Wie ein Altar (1992), Kirchheimer Kunstweg in Kirchheim unter Teck
- Reliëf, Klinik für Psychiatrie und Psychotherapie in Nürtingen
- Moses und der brennende Dornbusch, Liebfrauenkirche in Duisburg
- Relief, Liebfrauenkirche in Duisburg.[2]
- Altar und Andachtsbild, Evangelische Erlöserkirche Jagstfeld (1967) in Bad Friedrichshall-Jagstfeld[3]
- Brunnengestaltung, Square de Nurtingen in Oullins
- Wandgestaltungen, Landgraf-Leuchtenberg-Gymnasium in Grafenau (Böblingen)
- Betonplastik, Hölderlin-Gymnasium in Nürtingen

## Fotogalerij

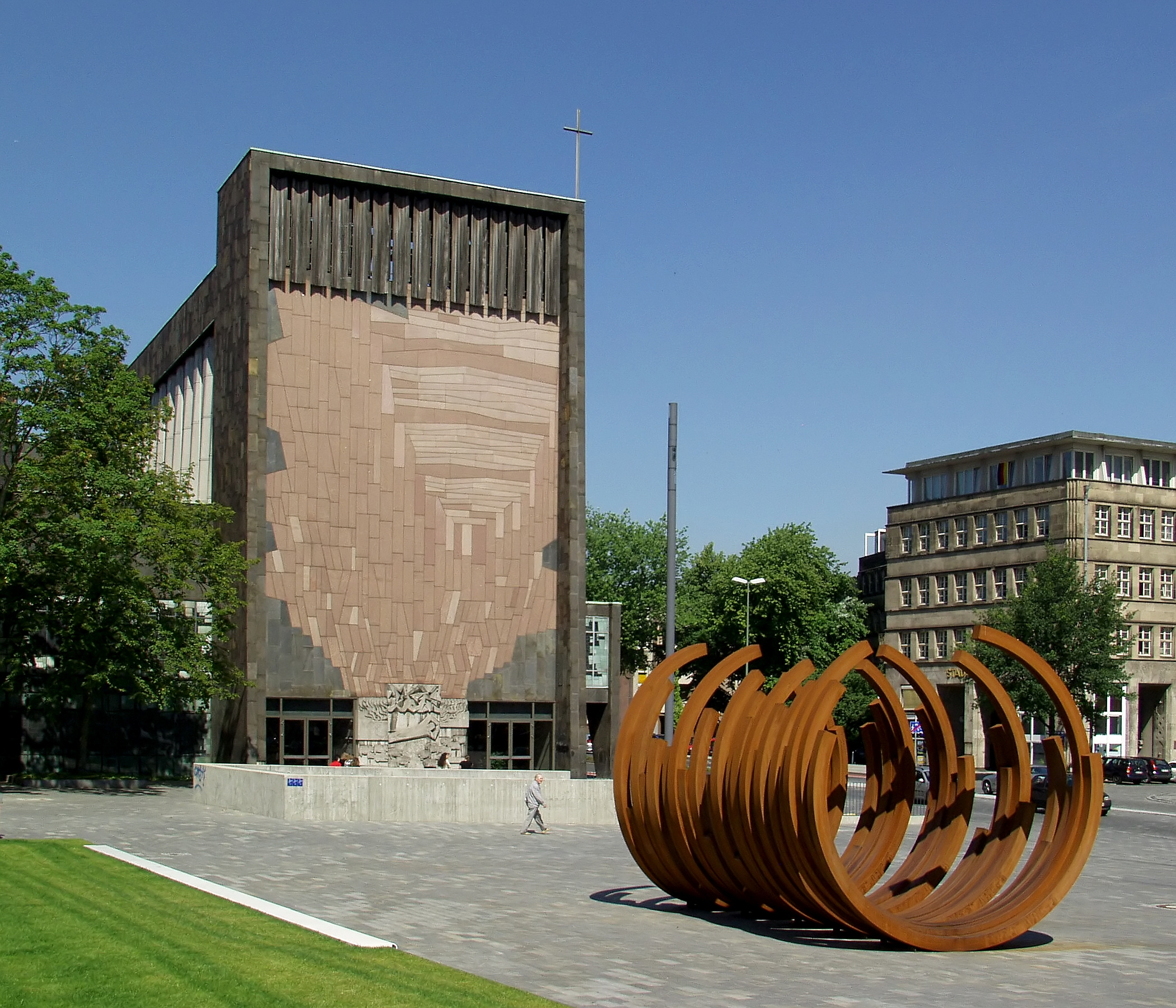
Liebfrauenkirche in Duisburg
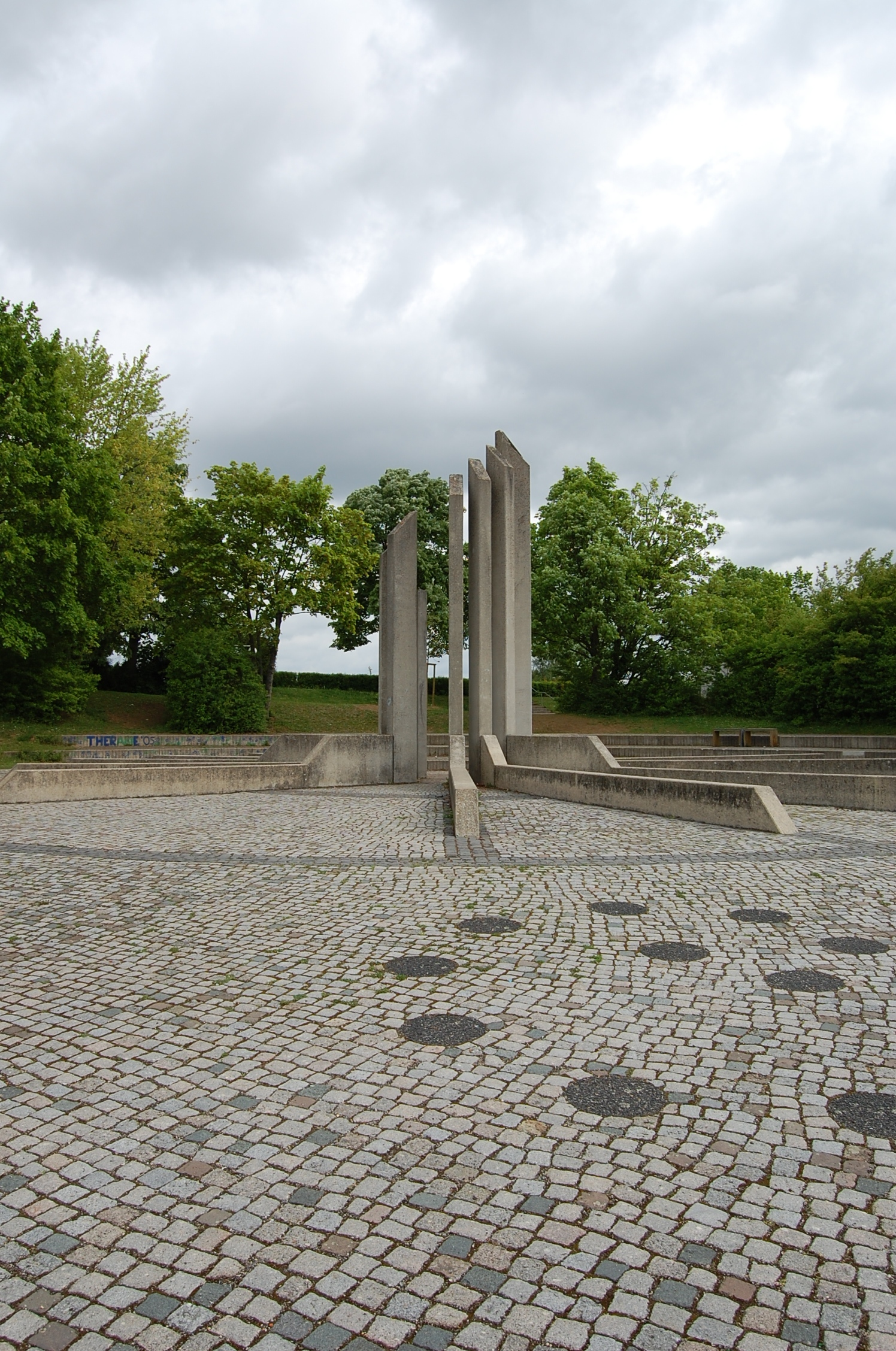
Betonplastik, Hölderlin-Gymnasium
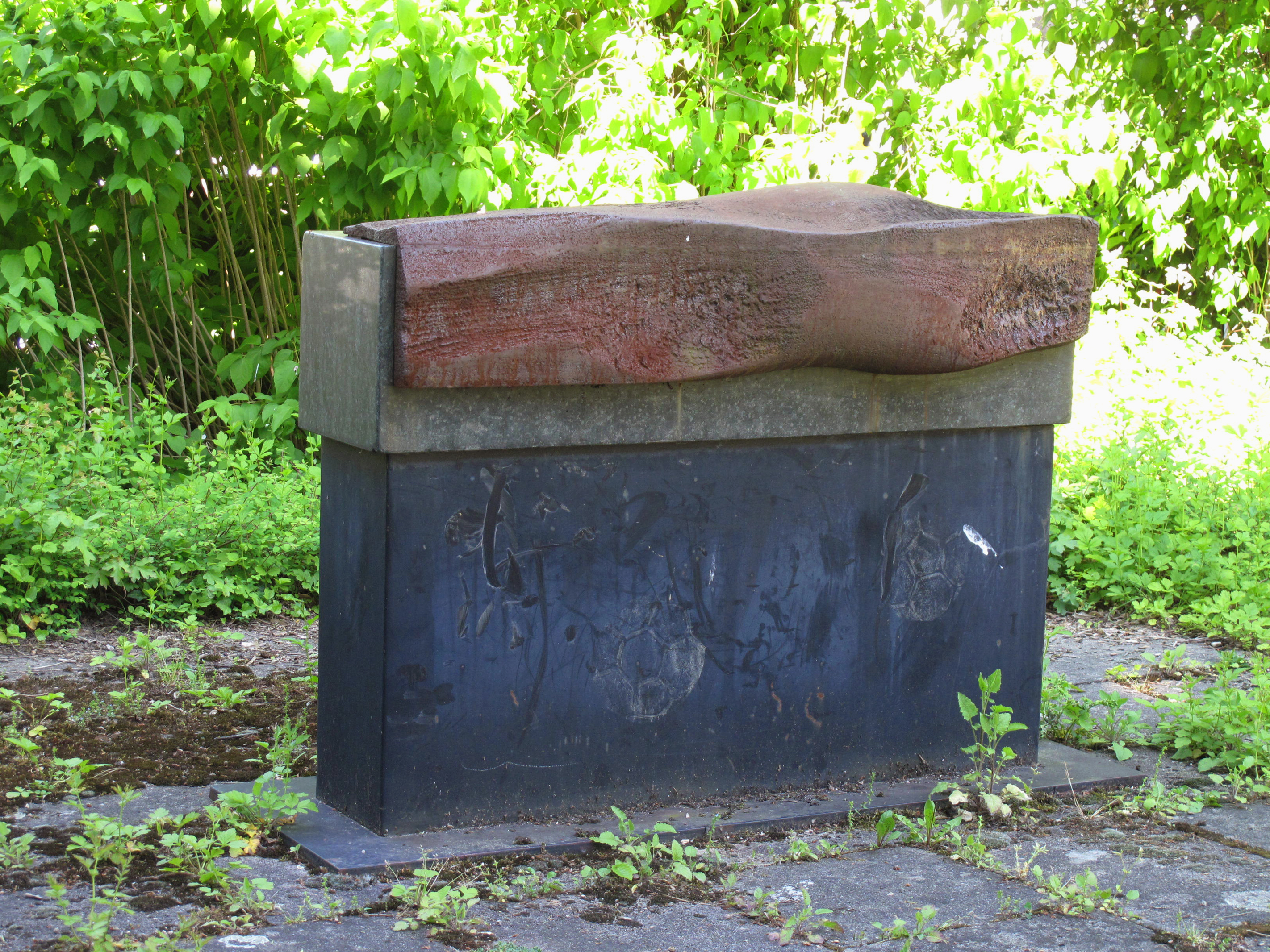
Wie ein Altar (1992)